# Антецедент
Антецедент је чинилац који претходи посматраној секвенци понашања. У теорији социјалног учења (и теорији бихевиоралних модификација), то је стимулус који претходи понашању и утиче на њега.